# Hisukattus alienus
Hisukattus alienus là một loài nhện trong họ Salticidae.
Loài này thuộc chi Hisukattus. Hisukattus alienus được María Elena Galiano miêu tả năm 1987.